# Reinhart-Wolf-Preis
Der Reinhart-Wolf-Preis ist ein Kunstpreis im Bereich Fotografie. Er wird seit 1991 jährlich vom Bund Freischaffender Foto-Designer (BFF) als Hauptpreis des (1988 ausgeschriebenen) BFF-Förderpreises vergeben und ist mit einer Preissumme von 2.500 Euro (2005) dotiert. Der Preis ist nach dem deutschen Fotografen Reinhart Wolf benannt. Gefördert wird der Preis vom Kodak Kulturprogramm, von der Zeitschrift Stern und der Reinhart-Wolf-Stiftung.
Prämiert werden Diplomarbeiten zum Thema Architektur, Food oder Still-Life. Teilnahmeberechtigt sind Studierende mit abgeschlossenem Diplom. 